# Filothei (Attica)
Filothei (in greco Φιλοθέη?) è un ex comune della Grecia nella periferia dell'Attica (unità periferica di Atene Settentrionale) con 7 370 abitanti secondo i dati del censimento 2021.
È stato soppresso a seguito della riforma amministrativa, detta Programma Callicrate, in vigore dal gennaio 2011 ed è ora compreso nel comune di Filothei-Psychiko.